# Івашківка (Звягельський район)
Іва́шківка — село в Україні, у Стриївській сільській територіальній громаді Звягельського району Житомирської області. Населення становить 430 осіб (2023).

## Історія
В 1906 році — село Романівецької волості Новоград-Волинського повіту Волинської губернії. Відстань від повітового міста 8 верст, від волості 5. Дворів 57, мешканців 591.
У 1923—59 роках — адміністративний центр Івашківської сільської ради Новоград-Волинського району.
В період голодомору у 1932—1933 роках минулого століття в селі від голодної смерті загинуло 17 чоловік, імена яких на сьогодні відомі.
До 4 грудня 2018 року село входило до складу Суслівської сільської ради Новоград-Волинського району Житомирської області.

## Населення

### Мова
Розподіл населення за рідною мовою за даними перепису 2001 року:
| Мова       | Кількість | Відсоток |
| ---------- | --------- | -------- |
| українська | 483       | 97.97%   |
| російська  | 10        | 2.03%    |
| Усього     | 493       | 100%     |

## Відомі люди
- Сейко Наталія Андріївна (* 1963) — доктор педагогічних наук, професор, заслужений діяч науки і техніки України[7].